# Memantis fuliginosa
Memantis fuliginosa är en bönsyrseart som beskrevs av Carl Peter Thunberg 1815. Memantis fuliginosa ingår i släktet Memantis och familjen Mantidae. Inga underarter finns listade i Catalogue of Life.